# Polygala lactiflora
Polygala lactiflora är en jungfrulinsväxtart som beskrevs av J. Paiva och R.K. Brummitt. Polygala lactiflora ingår i släktet jungfrulinssläktet, och familjen jungfrulinsväxter. Inga underarter finns listade i Catalogue of Life.